# رامون بارازا
رامون بارازا (بالإسبانية: Ramón Barraza)‏ (20 أكتوبر 1996 في الأرجنتين - ) هو لاعب كرة قدم أرجنتيني في مركز الهجوم.

## وصلات خارجية
- رامون بارازا على موقع قاعدة بيانات كرة القدم.إي يو (الإنجليزية)
- رامون بارازا على موقع Soccerway.com (الإنجليزية)